# Sigismondo Saraceno
Sigismondo Saraceno (falecido a 7 de janeiro de 1585) foi um prelado católico romano que serviu como arcebispo de Acerenza e Matera de 1556 a 1585.

## Biografia
No dia 4 de maio de 1556, Sigismondo Saraceno foi nomeado durante o papado de Paulo IV como Arcebispo de Acerenza e Matera. A 14 de setembro de 1556, foi consagrado bispo por Giovanni Michele Saraceni, cardeal-sacerdote de Santa Maria in Ara Coeli, com Giovanni Beraldo, bispo de Telese o Cerreto Sannita, e Nicola Majorano (Maggiorani), bispo de Molfetta, servindo como co- consagradores. Serviu como Arcebispo de Acerenza e Matera até à sua morte a 7 de janeiro de 1585.